# Cevio
Cevio är en  kommun  i distriktet Vallemaggia i kantonen Ticino, Schweiz. Kommunen har 1 109 invånare (2023).
Kommunen består förutom av Cevio även av orterna Bignasco och Cavergno. De var tidigare självständiga kommuner, men inkorporerades i Cevio 22 oktober 2006. 